# Nadzor
Nadzor je spremljanje vedenja, dejavnosti ali informacij z namenom zbiranja, vplivanja, upravljanja ali usmerjanja informacij. To lahko vključuje opazovanje na daljavo s pomočjo elektronske opreme, kot je zaprta televizija (angleška kratica - CCTV), ali prestrezanje elektronsko posredovanih informacij, kot je internetni promet. Vključuje lahko tudi preproste tehnične metode, kot sta zbiranje človeške inteligence in prestrezanje pošte. Sinonim: Opazovanje (primer: to sobo varuje štiriindvajset urno opazovanje). 
Vlade nadzor uporabljajo za zbiranje obveščevalnih podatkov, preprečevanje kaznivih dejanj, zaščito procesa, osebe, skupine ali predmeta ali preiskovanje kaznivih dejanj. Krmilne organizacije ga uporabljajo tudi za načrtovanje in storitve kaznivih dejanj ter podjetja za zbiranje informacij o svojih tekmecih, dobaviteljih ali kupcih. Verske organizacije, zadolžene za odkrivanje herezije in heterodoksije, lahko izvajajo tudi nadzor. Revizorji izvajajo obliko nadzora. Vlade lahko nadzor uporabljajo za neupravičeno kršenje zasebnosti ljudi, pogosto pa ga kritizirajo tudi aktivisti za državljanske svoboščine. Liberalne demokracije imajo lahko zakone, s katerimi želijo omejiti vladno in zasebno uporabo nadzora, medtem ko avtoritarne vlade redko imajo domače omejitve. Zdi se, da je mednarodno vohunjenje pogosto med vsemi vrstami držav.

## Metode

### Računalnik
Velika večina računalniškega nadzora vključuje spremljanje podatkov in prometa na internetu. Na primer v ZDA v skladu z Zakonom o komunikacijski pomoči za izvrševanje zakonodaje morajo biti vsi telefonski klici in širokopasovni internetni promet (e-pošta, spletni promet, SMS sporočila itd.) Na voljo za nemoteno sprotno spremljanje zveznih organov pregona.
Na internetu je preveč podatkov, da bi jih preiskovalci lahko ročno preiskovali. Zato avtomatizirani računalniki za internetni nadzor presejejo ogromno prestreženega internetnega prometa, da prepoznajo in prijavijo človeškim preiskovalcem promet, ki velja za zanimiv ali sumljiv. Ta postopek je urejen s ciljanjem na določene "sprožilne" besede ali besedne zveze, obiskom določenih vrst spletnih mest ali komuniciranjem po e-pošti ali spletnem klepetu s sumljivimi posamezniki ali skupinami. Agencije, kot so NSA, FBI in nekoč aktivni Urad za ozaveščanje informacij, porabijo milijarde dolarjev na leto za razvoj, nakup, izvajanje in upravljanje sistemov, kot so Carnivore, NarusInsight in ECHELON, za prestrezanje in analizo vseh te podatke zgolj za pridobivanje informacij, ki so koristne za organe pregona in obveščevalne agencije.
Računalniki so lahko nadzorni cilj zaradi osebnih podatkov, ki so na njih shranjeni. Če lahko nekdo v računalniški sistem namesti programsko opremo, kot sta FBI-jeva čarobna luč in CIPAV, lahko zlahka pridobi nepooblaščen dostop do teh podatkov. Takšno programsko opremo je mogoče namestiti fizično ali na daljavo. Druga oblika računalniškega nadzora, znana kot van Eckovo prevara, vključuje odčitavanje elektromagnetnih sevanj iz računalniških naprav, da se iz njih pridobijo podatki na stotine metrov. NSA vodi bazo podatkov, imenovano "Pinwale", ki hrani in indeksira veliko število e-poštnih sporočil tako ameriških državljanov kot tujcev. Poleg tega NSA vodi program, imenovan PRISM, ki je sistem za podatkovno rudarjenje, ki vladi ZDA omogoča neposreden dostop do informacij tehnoloških podjetij. Z dostopom do teh informacij lahko vlada pridobi zgodovino iskanja, e-pošto, shranjene podatke, klepete v živo, prenose datotek in še več. Ta program je sprožil velike polemike glede nadzora in zasebnosti, zlasti pri državljanih ZDA.

### Telefoni
Uradno in neuradno prisluškovanje telefonskim linijam je zelo razširjeno. Na primer v Združenih državah Amerike zakon o komunikacijski pomoči za izvrševanje zakona (CALEA) zahteva, da so vse telefonske in VoIP komunikacije na voljo za prisluškovanje v realnem času zveznim organom pregona in obveščevalnim agencijam. Dve največji ameriški telekomunikacijski družbi - AT & T Inc. in Verizon - imata pogodbe s FBI, ki zahtevata, da imajo evidence svojih telefonskih klicev zlahka dostopne in dostopne zveznim agencijam, v zameno za 1,8 milijona dolarjev na leto. Med letoma 2003 in 2005 je FBI poslal več kot 140.000 "pisem nacionalne varnosti", v katerih je telefonskim podjetjem naročil, naj predajo informacije o klicih svojih strank in zgodovini interneta. Približno polovica teh pisem je zahtevala informacije o ameriških državljanih.
Človeški agenti niso dolžni spremljati večine klicev. Programska oprema za pretvorbo govora v besedilo iz prestreženega zvoka ustvari strojno berljivo besedilo, ki ga nato obdelajo avtomatizirani programi za analizo klicev, na primer tisti, ki so jih razvile agencije, kot je Urad za obveščanje o informacijah, ali podjetja, kot sta Verint in Narus, ki iščejo za določene besede ali besedne zveze odloči, ali bo klicu namenil človeškega agenta.
Organi pregona in obveščevalne službe v Združenem kraljestvu in ZDA imajo tehnologijo za daljinsko aktiviranje mikrofonov v mobilnih telefonih z dostopom do diagnostičnih ali vzdrževalnih funkcij telefonov, da poslušajo pogovore v bližini osebe, ki drži telefon.
Sledilnik StingRay je primer enega od teh orodij, ki se uporablja za spremljanje uporabe mobilnih telefonov v ZDA in Združenem kraljestvu. Vojska jih je prvotno razvila za namene boja proti terorizmu in delujejo tako, da oddajajo močne signale, zaradi katerih bližnji mobilni telefoni prenašajo svojo številko IMSI, tako kot bi to storili na običajne stolpe za mobilne telefone. Ko je telefon povezan z napravo, uporabnik ne more vedeti, da mu sledijo. Operater stingray lahko pridobiva informacije, kot so lokacija, telefonski klici in besedilna sporočila, vendar je splošno prepričanje, da se zmogljivosti StingRay širijo še dlje. Veliko sporov obkroža StingRay zaradi njegovih močnih zmogljivosti in tajnosti, ki ga obkroža.
Tudi mobilni telefoni se pogosto uporabljajo za zbiranje podatkov o lokaciji. Geografsko lokacijo mobilnega telefona (in s tem tudi osebe, ki ga nosi) je mogoče enostavno določiti tudi takrat, ko se telefon ne uporablja, z uporabo tehnike, imenovane multilateracija, za izračun časovnih razlik za signal, ki potuje iz mobilnega telefona v vsak od več stolpov v bližini lastnika telefona. Zakonitost takšnih tehnik je bila v ZDA vprašljiva, zlasti ali je potreben sodni nalog. Zapisi samo za enega prevoznika (Sprint) so pokazali, da so zvezne agencije pregona v določenem letu 8 milijonkrat zahtevale podatke o lokaciji strank.
V odgovor na pomisleke glede zasebnosti strank v času Edwarda Snowdena je bil Apple iPhone 6 zasnovan tako, da moti prizadevanja za preiskovalno prisluškovanje. Telefon šifrira e-pošto, stike in fotografije s kodo, ki jo ustvari zapleten matematični algoritem, ki je edinstven za posamezen telefon in je za Apple nedostopen. Funkcija šifriranja na iPhonu 6 je kritizirala direktorja FBI Jamesa B. Comeya in druge uslužbence organov pregona, saj bodo celo zakonite zahteve za dostop do uporabniške vsebine na napravi iPhone 6 privedle do tega, da bo Apple posredoval "nejasne" podatke, ki zahtevajo, da osebje organov pregona sami prelomijo kodo ali jo dobite od lastnika telefona. Ker so puščanja Snowdena pokazala, da lahko ameriške agencije dostopajo do telefonov kjer koli po svetu, so se pomisleki glede zasebnosti v državah z rastočimi trgi pametnih telefonov okrepili, kar podjetjem, kot je Apple, daje močno spodbudo, da rešijo te pomisleke in si tako zagotovijo svoj položaj na svetovne trgu.
Čeprav CALEA od telekomunikacijskih podjetij zahteva, da v svoje sisteme vgradijo zmožnost zakonitega prisluškovanja, zakon ni posodobljen, da bi obravnaval vprašanje pametnih telefonov in zahtev za dostop do elektronske pošte in metapodatkov. Puščanje Snowdena kaže, da je NSA to dvoumnost zakona izkoristil tako, da je zbiral metapodatke o "vsaj sto milijonih" "naključnih" ciljev z vsega sveta. NSA uporablja analitično orodje, znano kot CO-TRAVELER, da bi sledilo ljudem, katerih gibanja se sekajo, in da bi našlo skrite povezave z osebami, ki nas zanimajo.
Puščanje Snowdena je tudi razkrilo, da ima britanski vladni štab za komunikacije (GCHQ) dostop do informacij, ki jih je o ameriških državljanih zbirala NSA. Ko so podatki zbrani, jih lahko GCHQ zadrži do dve leti. Rok se lahko podaljša z dovoljenjem "višjega uradnika Združenega kraljestva".

### Kamere
Nadzorne kamere so video kamere, ki se uporabljajo za opazovanje območja. Pogosto so povezani s snemalno napravo ali omrežjem IP, spremlja pa jih lahko varnostnik ali uslužbenec organov pregona. Kamere in snemalna oprema so bile včasih razmeroma drage in so za spremljanje posnetkov v fotoaparatih zahtevale človeško osebje, analizo posnetkov pa je olajšala avtomatizirana programska oprema, ki digitalne video posnetke organizira v podatkovno bazo, in programska oprema za video analizo (kot sta VIRAT in HumanID ). Velikost posnetka drastično zmanjšajo tudi senzorji gibanja, ki snemajo le, ko je zaznano gibanje. S cenejšimi proizvodnimi tehnikami so nadzorne kamere dovolj preproste in poceni, da jih lahko uporabljamo v sistemih za varovanje doma in za vsakdanji nadzor.
Od leta 2016 je po vsem svetu približno 350 milijonov nadzornih kamer. Približno 65% teh kamer je nameščenih v Aziji. Rast CCTV se v zadnjih letih upočasnjuje. Leta 2018 naj bi Kitajska imela ogromno nadzorno mrežo z več kot 170 milijoni CCTV kamer s 400 milijoni novih kamer, ki naj bi jih namestili v naslednjih treh letih, od katerih mnoge uporabljajo tehnologijo prepoznavanja obraza.
V ZDA Ministrstvo za domovinsko varnost letno dodeli milijarde dolarjev nepovratnih sredstev za nacionalno varnost lokalnim, državnim in zveznim agencijam za namestitev sodobne opreme za video nadzor. Na primer, mesto Chicago v Illinoisu je pred kratkim s 5,1 milijona dolarjev nepovratnih sredstev za nacionalno varnost namestilo dodatnih 250 nadzornih kamer in jih povezalo s centraliziranim nadzornim centrom, skupaj z obstoječo mrežo več kot 2000 kamer, v programu, znanem kot Operacija Virtual Shield. Leta 2009 je župan Chicaga Richard Daley napovedal, da bo Chicago imel nadzorno kamero na vsakem vogalu ulice do leta 2016. New York je prejel 350 milijonov dolarjev nepovratnih sredstev za razvoj sistema imenovanega Zavedanje Domain, ki je med seboj povezan sistem senzorjev, vključno z 18.000 kamer CCTV, ki jih policisti in sistemi za umetno inteligenco stalno nadzorujejo mesto.
V Združenem kraljestvu velike večine video nadzornih kamer ne upravljajo vladni organi, temveč zasebniki ali podjetja, zlasti za nadzor notranjosti trgovin in podjetij. V skladu z zahtevami Zakona o svobodi dostopa do informacij iz leta 2011 je skupno število CCTV-jev, ki jih upravljajo lokalne oblasti, znašalo približno 52.000 v celotni Veliki Britaniji. Razširjenost video nadzora v Združenem kraljestvu je pogosto precenjena zaradi nezanesljivih ocen, ki so ponovno citirane; na primer eno poročilo iz leta 2002, ekstrapolirano iz zelo majhnega vzorca, za oceno števila kamer v Združenem kraljestvu na 4,2 milijona (od tega 500 000 v velikem Londonu). Zanesljivejše ocene kažejo, da je število zasebnih in lokalnih vladnih kamer v Združenem kraljestvu leta 2011 približno 1,85 milijona.
Na Nizozemskem je primer mesta, kjer so kamere, Haag. Tam so v mestnih četrtih nameščene kamere, v katerih je skoncentrirano največ nezakonitih dejavnosti. Primeri so okrožja z rdečo lučjo in železniške postaje.
V okviru kitajskega projekta Zlati ščit več ameriških korporacij, vključno z IBM, General Electric in Honeywell, tesno sodeluje s kitajsko vlado, da bi po vsej Kitajski namestilo milijone nadzornih kamer, skupaj z napredno video analitiko in programsko opremo za prepoznavanje obrazov, ki bo prepoznati in slediti posameznikom, kamor koli gredo. Povezani bodo s centralizirano bazo podatkov in nadzorno postajo, ki bo po zaključku projekta vsebovala sliko obraza vsake osebe na Kitajskem: več kot 1,3 milijarde ljudi. Lin Jiang Huai, vodja kitajskega urada za "informacijsko varnostno tehnologijo" (ki je zadolžen za projekt), nadzornim sistemom v ZDA in Združenem kraljestvu priznava navdih za to, kar počne s projektom "Zlati ščit".
Agencija za obrambne napredne raziskovalne projekte (DARPA) financira raziskovalni projekt z naslovom Combat Zones That See, ki bo povezal kamere po mestu s centralizirano nadzorno postajo, identificiral in izsledil posameznike in vozila, ko se premikajo skozi mesto, ter prijavil "sumljive "dejavnost (na primer mahanje z rokami, gledanje z ene strani na drugo, stajanje v skupini itd.).
Januarja 2001 je na Super Bowlu XXXV policija v Tampi na Floridi s pomočjo Identixove programske opreme za prepoznavanje obrazov FaceIt skenirala množico, da bi ugotovila morebitne kriminalce in teroriste, ki so bili navzoči na dogodku (odkrilo je 19 ljudi s čakalnimi nalogami za prijetje).
Vlade pogosto sprva trdijo, da naj bi se kamere uporabljale za nadzor prometa, vendar jih na koncu mnogi uporabljajo za splošni nadzor. Na primer, v Washingtonu DC je bilo v tej prostoriji nameščenih 5000 "prometnih" kamer, nato pa, ko so bile vse na svojem mestu, jih vse povezal v mrežo in nato odobril dostop do policijske uprave Metropolitan, da so lahko izvajale "vsakodnevno" spremljanje ".
Nekateri trdijo, da je razvoj centraliziranih omrežij CCTV kamer za opazovanje javnih površin - povezanih z računalniškimi bazami slik in identitete ljudi (biometrični podatki), ki bi lahko spremljale gibanje ljudi po mestu in ugotavljala, s kom so bili, tveganje za državljanske svoboščine. Primer takega omrežja je Trapwire.

### Analiza socialnih omrežij
Ena najpogostejših oblik nadzora je ustvarjanje zemljevidov socialnih omrežij na podlagi podatkov s spletnih mest za družabna omrežja, kot so Facebook, MySpace, Twitter, pa tudi iz podatkov o analizi prometa iz zapisov telefonskih klicev, kot so tisti v zbirki podatkov o klicih NSA in drugih. Ti "zemljevidi" socialnih omrežij so nato pridobljeni za pridobivanje koristnih informacij, kot so osebni interesi, prijateljstva in pripadnosti, želje, prepričanja, misli in dejavnosti.
Številne ameriške vladne agencije, kot so Agencija za obrambne napredne raziskovalne projekte (DARPA), Agencija za nacionalno varnost (NSA) in Ministrstvo za domovinsko varnost (DHS), veliko vlagajo v raziskave, ki vključujejo analizo socialnih omrežij. Obveščevalna skupnost verjame, da največjo grožnjo ameriški moči predstavljajo decentralizirane, brez vodstva, geografsko razpršene skupine teroristov, subverzivov, skrajnežev in disidentov. Te vrste groženj je najlažje preprečiti tako, da v omrežju poiščemo pomembna vozlišča in jih odstranimo. Za to je potreben podroben zemljevid omrežja.
Jason Ethier z univerze Northeastern je v svoji študiji sodobne analize socialnih omrežij dejal, da je program razširljive analize socialnih omrežij, ki ga je razvil Information Awareness Office:
"Namen programa algoritmov SSNA je razširiti tehnike analize socialnih omrežij za pomoč pri ločevanju potencialnih terorističnih celic od legitimnih skupin ljudi .... Za uspeh bo SSNA potrebovala informacije o socialnih interakcijah večine ljudi okoli globus. Ker obrambno ministrstvo ne more zlahka ločiti med miroljubnimi državljani in teroristi, bodo morali zbrati podatke o nedolžnih civilistih in potencialnih teroristih." Jason Ethier
AT&T je razvil programski jezik, imenovan "Hancock", ki lahko pregleduje ogromne zbirke podatkov telefonskih klicev in zapisov internetnega prometa, kot je baza klicev NSA, in izvleče "interesne skupnosti" - skupine ljudi, ki se med seboj redno kličejo, ali skupine, ki redno obiskujejo določena spletna mesta. AT&T je sistem prvotno zgradil za razvoj "tržnih potencialnih strank", vendar je FBI takšne informacije redno zahteval od telefonskih podjetij, kot je AT&T, brez naloga, in po uporabi podatkov vse prejete informacije shrani sam. zbirke podatkov, ne glede na to, ali so bile informacije kdaj koristne v preiskavi.
Nekateri verjamejo, da je uporaba spletnih mest za socialno mreženje oblika "participativnega nadzora", kjer uporabniki teh spletnih mest v bistvu izvajajo nadzor nad seboj in na javne spletne strani objavljajo podrobne osebne podatke, kjer si jih lahko ogledajo korporacije in vlade. Leta 2008 je približno 20% delodajalcev poročalo o uporabi spletnih mest za socialno mreženje za zbiranje osebnih podatkov o bodočih ali sedanjih zaposlenih.

### Biometrija
Biometrični nadzor je tehnologija, ki meri in analizira človeške fizične in / ali vedenjske značilnosti za namene preverjanja pristnosti, identifikacije ali preverjanja. Primeri fizičnih lastnosti vključujejo prstne odtise, DNA in obrazne vzorce. Primeri vedenjskih značilnosti so predvsem hoja (način hoje osebe) ali glas.
Prepoznavanje obraza je uporaba edinstvene konfiguracije lastnosti obraza osebe za njihovo natančno prepoznavanje, ponavadi iz nadzornega videa. Tako Ministrstvo za domovinsko varnost kot DARPA močno financirata raziskave sistemov za prepoznavanje obrazov. Urad za tehnologijo obdelave informacij je vodil program, imenovan Človeška identifikacija na daljavo, ki je razvil tehnologije, ki omogočajo identifikacijo osebe na razdalji do 150 metrov po njenih obraznih potezah.
Druga oblika vedenjske biometrije, ki temelji na afektivnem računalništvu, vključuje računalnike, ki prepoznajo človekovo čustveno stanje na podlagi analize njihovih obraznih izrazov, kako hitro govori, tona in višine glasu, drže in drugih vedenjskih lastnosti. S tem lahko na primer ugotovimo, ali je vedenje osebe sumljivo (prikradeno se ozira naokoli, "napeta" ali "jezna" mimika, mahanje z rokami itd.).
Novejši razvoj je profiliranje DNK, ki preučuje nekatere glavne označevalce v telesu DNK, da se ustvari ujemanje. FBI porabi milijardo dolarjev za izgradnjo nove biometrične baze podatkov, v kateri bodo shranjeni DNK, podatki o prepoznavanju obraza, podatki o šarenici / mrežnici (očesu), prstni odtisi, odtisi dlani in drugi biometrični podatki ljudi, ki živijo v ZDA. Računalniki, ki vodijo bazo podatkov, so v podzemnem objektu, velikem približno dve igrišči za ameriški nogomet.
Policijska uprava v Los Angelesu v svoje avtomobile vgrajuje naprave za samodejno prepoznavanje obrazov in prepoznavanje registrskih tablic ter ponuja ročne skenerje obrazov, s pomočjo katerih bodo policisti prepoznali ljudi med patruljiranjem.
V razvoju so termografi za obraz, ki omogočajo strojem, da prepoznajo določena čustva pri ljudeh, kot sta strah ali stres, z merjenjem temperature, ki jo ustvarja pretok krvi v različne dele obraza. Organi pregona verjamejo, da jim to omogoča, da prepoznajo, kdaj je osumljenec živčen, kar bi lahko pomenilo, da nekaj skrivajo, lažejo ali skrbijo.
V svojem prispevku iz etike in informacijske tehnologije Avi Marciano načrtuje škodo, ki jo povzroča biometrični nadzor, sledi njihovemu teoretičnemu izvoru in te škode združuje v enem integrativnem okviru, da razjasni njihovo kumulativno moč. Marciano predlaga štiri vrste škode: Nepooblaščena uporaba telesnih informacij, zavrnitev ali omejitev dostopa do fizičnih prostorov, telesno socialno razvrščanje in simbolna neupravičenost z gradnjo marginalnosti in drugačnosti. Družbena moč biometrije po Marcianu izhaja iz treh glavnih značilnosti: njihove zapletenosti kot "zagonetnih tehnologij", njihove objektivno-znanstvene podobe in njihove vedno večje zavzetosti, zlasti v okviru samodejnega odločanja.

### Zračni nadzor
Zračni nadzor je zbiranje nadzora, ponavadi vizualnih posnetkov ali videa, iz zračnega vozila - na primer brezpilotnega zrakoplova, helikopterja ali vohunskega letala. Vojaška nadzorna letala uporabljajo vrsto senzorjev (npr. Radar) za nadzor bojišča.
Tehnologija digitalnega slikanja, miniaturizirani računalniki in številni drugi tehnološki napredek v zadnjem desetletju so prispevali k hitremu napredku strojne opreme za nadzor zraka, kot so mikro-letala, v prihodnost usmerjeni infrardeči in posnetki visoke ločljivosti, ki lahko prepoznajo predmete na izjemno velikih razdaljah . Na primer, ameriško brezpilotno letalo MQ-9 Reaper, ki ga ministrstvo za domovinsko varnost uporablja za domače operacije, ima kamere, ki lahko identificirajo predmet v velikosti škatle z mlekom z nadmorske višine 9,1 km in ima v prihodnost usmerjene infrardeče naprave, ki lahko zaznajo toploto iz človeškega telesa na razdalji do 60 kilometrov. V prejšnjem primeru komercialnega zračnega nadzora je smučišče Killington Mountain najelo letalsko fotografiranje parkirišč svojih konkurentov "oko v nebo", da bi presodilo uspeh svojih tržnih pobud, kot se je začela razvijati v petdesetih letih prejšnjega stoletja.
Ameriško ministrstvo za domovinsko varnost je v postopku testiranja brezpilotnih zrakoplovov za patruljiranje neba nad ZDA za namene zaščite kritične infrastrukture, mejne patrulje, "nadzora tranzita" in splošnega nadzora prebivalstva ZDA. Policijska uprava Miami-Dade je izvedla teste z navpičnim vzletom in pristankom UAV iz Honeywella, ki naj bi ga uporabili v operacijah SWAT. Houstonova policijska služba je preizkušala UAV s fiksnimi krili za uporabo pri "nadzoru prometa".
Tudi Združeno kraljestvo dela na načrtih za izgradnjo flote nadzornih brezpilotnih zrakoplovov, od mikro zračnih vozil do brezpilotnih letal v polni velikosti, ki jih bodo policijske sile uporabljale po vsej Veliki Britaniji
Poleg svojih nadzornih zmogljivosti so MAV-ji sposobni nositi taserje za "nadzor množice" ali orožje za ubijanje sovražnih borcev.
Programi, kot je program Heterogeneous Aerial Reconnaissance Team, ki ga je razvil DARPA, so avtomatizirali večji del procesa zračnega nadzora. Razvili so sisteme, ki jih sestavljajo velike ekipe brezpilotnih letal, ki se pilotirajo, samodejno odločajo, kdo je "sumljiv" in kako jih nadzirati, usklajujejo svoje dejavnosti z drugimi brezpilotnimi letali v bližini in obveščajo človeške operaterje, če se pojavi kaj sumljivega. To močno poveča površino, ki jo je mogoče neprestano spremljati, hkrati pa zmanjša število potrebnih človeških operaterjev. Tako lahko roj avtomatiziranih brezskrbnih brezpilotnih letal samodejno patrulira po mestu in izsledi sumljive posameznike ter o svojih dejavnostih poroča centralizirani nadzorni postaji. Poleg tega raziskovalci raziskujejo tudi možnosti avtonomnega nadzora velikih skupin mikro letal, stabiliziranih z decentraliziranimi pravili rojenja, za katere je bil glaven BIO navdih.

### Podjetja
Korporacijski nadzor je spremljanje obnašanja osebe ali skupine s strani družbe. Zbrani podatki se najpogosteje uporabljajo v tržne namene ali prodajajo drugim korporacijam, vendar jih redno delijo tudi z vladnimi agencijami. Uporablja se lahko kot oblika poslovne inteligence, ki korporaciji omogoča, da svoje izdelke in / ali storitve bolje prilagodi svojim strankam. Čeprav je splošno prepričanje, da lahko spremljanje poveča produktivnost, lahko povzroči tudi posledice, kot so večje možnosti za odklonsko vedenje in oblikovanje kazni, ki niso enakovredne njihovim dejanjem. Poleg tega lahko spremljanje povzroči odpor in odziv, ker vzbuja sum delodajalca in nezaupanje.

### Podatkovno rudarjenje in profiliranje
Podatkovno rudarjenje je uporaba statističnih tehnik in programskih algoritmov za odkrivanje prej neopaženih odnosov znotraj podatkov. Profiliranje podatkov v tem kontekstu je postopek zbiranja informacij o določenem posamezniku ali skupini, da se ustvari profil - torej slika njihovih vzorcev in vedenja. Profiliranje podatkov je lahko izjemno močno orodje za psihološko in socialno analizo omrežij. Izkušen analitik lahko odkrije dejstva o osebi, ki se jih morda niti sami ne zavedajo.

### Človeški operativci
Organizacije, ki imajo sovražnike, ki želijo zbirati informacije o članih skupin ali njihovih dejavnostih, se soočajo z vprašanjem infiltracije.
Poleg tega, da operativci vdrejo v organizacijo, lahko nadzorna stranka izvaja pritisk na nekatere člane ciljne organizacije, da delujejo kot informatorji (tj. Da razkrijejo podatke, ki jih imajo o organizaciji in njenih članih). Nadzor operativcev je zelo drag in za vlade, ki imajo na voljo široko razširjena orodja za elektronski nadzor, lahko informacije, pridobljene od operativcev, pogosto dobijo iz manj problematičnih oblik nadzora, kot so zgoraj omenjene. Kljub temu so človeški infiltratorji še danes pogosti. Na primer, leta 2007 so se pojavili dokumenti, ki kažejo, da namerava FBI napotiti skupaj 15.000 tajnih agentov in obveščevalcev kot odgovor na protiteroristično direktivo, ki jo je leta 2004 poslal George W. Bush in s katero so obveščevalne in organe pregona morale povečati HUMINT zmogljivosti.

### Satelitski posnetki
25. maja 2007 je ameriški direktor državne obveščevalne službe Michael McConnell pooblastil Nacionalni urad za prijave (NAO) Ministrstva za nacionalno varnost, da lokalnim, državnim in domačim zveznim agencijam omogoči dostop do posnetkov iz izvidniških satelitov vojaške obveščevalne službe in izvidniških senzorjev letal, ki se zdaj lahko uporablja za opazovanje dejavnosti ameriških državljanov. Sateliti in senzorji letal bodo lahko prodrli v oblačnost, zaznali sledi kemikalij in prepoznali predmete v zgradbah in "podzemnih bunkerjih" ter zagotavljali video v realnem času v veliko višji ločljivosti kot slike, ki jih ustvarjajo programi, kot je Google Zemlja.

### Identifikacija in poverilnice
Ena najpreprostejših oblik identifikacije je nošenje poverilnic. Nekatere države imajo sistem osebnih izkaznic za pomoč pri identifikaciji, medtem ko druge o njem razmišljajo, vendar se soočajo z javnim nasprotovanjem. Za preverjanje identitete se uporabljajo tudi drugi dokumenti, kot so potni listi, vozniška dovoljenja, knjižnične kartice, bančne ali kreditne kartice.
Če je oblika osebne izkaznice »strojno berljiva«, običajno z uporabo kodirane magnetne črte ali identifikacijske številke (na primer številke socialne varnosti), to potrjuje identifikacijske podatke subjekta. V tem primeru lahko ob preverjanju in optičnem branju ustvari elektronsko sled, ki se lahko uporabi pri profiliranju, kot je navedeno zgoraj.

### Brezžično sledenje
Ta oddelek se nanaša na metode, ki vključujejo spremljanje sledilnih naprav s pomočjo brezžičnih signalov.

#### Mobilni telefoni
Antene mobilnih nosilcev se pogosto uporabljajo tudi za zbiranje geolokacijskih podatkov na mobilnih telefonih. Geografsko lokacijo mobilnega telefona (in s tem osebe, ki ga nosi) je mogoče enostavno določiti (ali se uporablja ali ne) z uporabo tehnike, imenovane multilateracija, za izračun časovnih razlik za signal, ki potuje iz celice telefon do vsakega od številnih stolpov v bližini lastnika telefona. Dr. Victor Kappeler z vzhodne univerze v Kentuckyju navaja, da je policijski nadzor zelo zaskrbljujoč, in navaja naslednje statistične podatke iz leta 2013:
Od 321.545 prošenj organov pregona, poslanih družbi Verizon, jih je bilo 54.200 za informacije o "vsebini" ali "lokaciji", ne le za številke mobilnih telefonov ali naslove IP. Informacije o vsebini so vključevale dejansko besedilo sporočil, e-poštnih sporočil in prisluškovanje vsebin glasu ali sporočil v realnem času.
Primerjalno nova nadzorna naprava je IMSI-catcher, telefonska naprava za prisluškovanje, ki se uporablja za prestrezanje prometa mobilnih telefonov in sledenje gibanju uporabnikov mobilnih telefonov. V bistvu gre za "ponarejen" mobilni stolp, ki deluje med ciljnim mobilnim telefonom in resničnimi stolpi ponudnika storitev, zato velja za napad človeka v sredini (MITM). Lovilci IMSI v nekaterih državah uporabljajo organi pregona in obveščevalne agencije, vendar je njihova uporaba sprožila pomembne pomisleke glede državljanske svobode in zasebnosti in je v nekaterih državah strogo urejena.
Marca 2020 je britanski dnevnik The Guardian na podlagi trditev prijavitelja nepravilnosti vlado Savdske Arabije obtožil, da izkorišča slabosti svetovnega mobilnega telekomunikacijskega omrežja, da bi vohunila svoje državljane, ki potujejo po ZDA. Podatki, ki jih je prijavitelj prijavil v podporo trditvam, so pokazali, da kraljestvo vodi sistematično vohunsko kampanjo, ki izkorišča napake SS7, globalnega sistema za sporočanje. Podatki so pokazali, da so milijoni tajnih ukazov za sledenje izvirali iz Savdske republike v štirih mesecih, od novembra 2019. 

#### RFID označevanje
Označevanje z radiofrekvenčno identifikacijo (RFID) je uporaba zelo majhnih elektronskih naprav (imenovanih "oznake RFID"), ki se uporabljajo za izdelek, žival ali osebo ali so vgrajene vnjo za namene identifikacije in sledenja z uporabo radijskih valov. Oznake lahko berete z več metrov oddaljenosti. So izredno poceni, stanejo nekaj centov na kos, zato jih je mogoče vstaviti v številne vrste vsakdanjih izdelkov, ne da bi bistveno zvišali ceno, in jih je mogoče uporabiti za sledenje in prepoznavanje teh predmetov za različne namene.
Zdi se, da nekatera podjetja "označujejo" svoje delavce z vključevanjem oznak RFID v značke zaposlenih. Delavci v Združenem kraljestvu so razmišljali o stavkovnih akcijah v znak protesta, ker so se označili; menili so, da je razčlovečeno, če jim sledijo vsa gibanja z RFID čipi. [nejasno] Nekateri kritiki so izrazili bojazen, da bodo ljudje kmalu sledili in skenirali, kamor koli gredo. Po drugi strani pa so oznake RFID v zapestnicah z novorojenčkom, ki jih nosijo bolnišnice, preprečile ugrabitve.
V uvodniku iz leta 2003 je glavni politični dopisnik CNET News.com, Declan McCullagh, domneval, da bodo kmalu v vsakem kupljenem predmetu in morda osebnih izkaznicah RFID naprave, ki bodo odgovorile z informacijami o ljudeh, ko bodo šli mimo skenerji (kakšen telefon imajo, kakšne čevlje imajo, katere knjige imajo, kakšne kreditne kartice ali članske izkaznice itd.). Te informacije lahko uporabimo za identifikacijo, sledenje ali ciljno trženje. Od leta 2012 se to večinoma ni uresničilo.

#### RFID označevanje na ljudeh
Človeški vsadek mikročipa je identifikacijska naprava z integriranim vezjem ali RFID transponder, obdan s silikatnim steklom in implantiran v telo človeka. Podkožni vsadek običajno vsebuje enolično identifikacijsko številko, ki jo je mogoče povezati z informacijami iz zunanje baze podatkov, kot so osebna identifikacija, zdravstvena zgodovina, zdravila, alergije in kontaktni podatki.
Za nadzor in spremljanje določenih vrst ljudi, na primer kriminalcev, političnih oseb in vohunov, je bilo razvitih več vrst mikročipov, [potrebno pojasnilo] je bil pri nemškem uradu za patente in blagovne znamke (DPMA) vložen patent za sledilni čip "morilec" približno maja 2009.
Verichip je naprava RFID, ki jo proizvaja podjetje Applied Digital Solutions (ADS). Verichip je nekoliko večji od riževega zrna in se injicira pod kožo. Injekcija naj bi bila podobna prejemu strela. Čip je zaprt v steklu in hrani "VeriChip Subscriber Number", ki ga skener uporablja za dostop do njihovih osebnih podatkov prek interneta iz baze podatkov Verichip Inc., "Global VeriChip Subscriber Registry". Vstavili so jih že na tisoče ljudi. V Mehiki so na primer 160 delavcev v uradu državnega tožilca morali vbrizgati čip za preverjanje identitete in nadzor dostopa.

### Geolokacijske naprave

#### Globalno pozicijski sistem
V ZDA je policija v vozila ljudi postavila skrite naprave za sledenje GPS, ki nadzirajo njihovo gibanje, brez naloga. V začetku leta 2009 so na sodišču trdili, da imajo to pravico.
V več mestih se izvajajo pilotni projekti, ki zahtevajo pogojne izpustilce, da nosijo naprave GPS za sledenje gibanju, ko pridejo iz zapora.

### Naprave
Prikrite naprave za poslušanje in video naprave ali "bugs" so skrite elektronske naprave, ki se uporabljajo za zajem, snemanje in / ali prenos podatkov prejemni osebi, kot je organ pregona.
ZDA so vodile številne domače obveščevalne operacije, na primer COINTELPRO, ki je prisililo domove, pisarne in vozila na tisoče ameriških državljanov, običajno političnih aktivistov, subverzivov in kriminalcev.
Organi pregona in obveščevalne službe v Združenem kraljestvu in ZDA imajo tehnologijo za daljinsko aktiviranje mikrofonov v mobilnih telefonih z dostopom do diagnostičnih / vzdrževalnih funkcij telefona, da poslušajo pogovore, ki potekajo v bližini osebe, ki drži telefon.

### Poštne storitve
Ker vse več ljudi uporablja fakse in e-pošto, se pomen nadzora poštnega sistema zmanjšuje v prid nadzora interneta in telefona. Toda prestrezanje pošte je v nekaterih okoliščinah še vedno na voljo za organe pregona in obveščevalne agencije. Vendar to ni običajna praksa in subjekti, kot je ameriška vojska, zahtevajo visoko raven odobritve ravnanja.
Ameriška centralna obveščevalna agencija in Zvezni preiskovalni urad sta izvedla dvanajst ločenih kampanj za odpiranje pošte, namenjenih ameriškim državljanom. V enem od teh programov je bilo prestreženih, odprtih in fotografiranih več kot 215.000 komunikacij.

### Izpostavljenost
Izpostavljenost je usklajen nadzor lokacije ali osebe. Izbiri se praviloma izvajajo prikrito in z namenom zbiranja dokazov v zvezi s kriminalno dejavnostjo. Izraz izhaja iz prakse geodetov, da uporabljajo geodetske dele za merjenje površine pred začetkom glavnega gradbenega projekta.

### Stvari interneta
V zadnjem času se zastavlja zaskrbljenost glede nadzora v zvezi s stvarmi interneta (IoT), kjer se tehnologija lahko uporablja za identifikacijo, spremljanje, sledenje lokaciji ali za dostop do stavb in omrežij.

## Kontroverznost

### Podpora
Podporniki nadzornih sistemov verjamejo, da lahko ta orodja pomagajo zaščititi družbo pred teroristi in kriminalci. Trdijo, da lahko nadzor zmanjša kriminal na tri načine: z odvračanjem, z opazovanjem in z obnovo. Nadzor lahko odvrne tako, da poveča možnost ulova in razkrije način delovanja. To zahteva minimalno stopnjo invazivnosti. 
Druga metoda, kako se lahko nadzor uporablja za boj proti kriminalnim dejanjem, je povezava informacijskega toka, pridobljenega od njih, s sistemom za prepoznavanje (na primer sistem kamer, ki se prek sistema za prepoznavanje obrazov prenaša skozi vir). To lahko na primer samodejno prepozna begunce in policijo usmeri na njihovo lokacijo.
Tu je treba ločiti od vrste uporabljenega nadzora. Nekateri trdijo, da podpirajo video nadzor na mestnih ulicah, morda ne podpirajo neselektivnih telefonskih pip in obratno. Poleg vrst je zelo pomemben tudi način izvajanja tega nadzora; torej neselektivne telefonske pipe podpira veliko manj ljudi, kot recimo telefonske pipe, namenjene samo ljudem, za katere se sumi, da opravljajo nezakonite dejavnosti.
Nadzor se lahko uporablja tudi za zagotavljanje taktične prednosti človeškim operativcem z izboljšanim zavedanjem razmer ali z uporabo avtomatiziranih procesov, tj. Video analitike. Nadzor lahko pomaga rekonstruirati incident in dokazati krivdo s pomočjo razpoložljivih posnetkov za forenzične strokovnjake. Nadzor lahko vpliva tudi na subjektivno varnost, če so viri nadzora vidni ali če je mogoče čutiti posledice nadzora.
Nekateri nadzorni sistemi (na primer sistem kamer, ki se napaja prek zgoraj omenjenega sistema za prepoznavanje obrazov) imajo lahko poleg boja proti kriminalnim dejavnostim tudi druge namene. Na primer, lahko pomaga pri iskanju pobeglih otrok, ugrabljenih ali pogrešanih odraslih in duševno prizadetih ljudi. Drugi navijači preprosto verjamejo, da se z izgubo zasebnosti ne da storiti ničesar in da se morajo ljudje navaditi, da nimajo zasebnosti. Kot je dejal izvršni direktor Sun Microsystems Scott McNealy: "Vseeno imate nič zasebnosti. Prebolite to."
Drug pogost argument je: "Če ne delate kaj narobe, se nimate česa bati." Iz tega sledi, da če nekdo opravlja nezakonite dejavnosti, v tem primeru nima legitimne utemeljitve za svojo zasebnost. Če pa upoštevajo zakon, nadzor nad njimi ne bi vplival.

### Nasprotovanje
Nadzorno svetilko, ki so jo v Hongkongu podrli državljani, ki se bojijo državnega nadzora Izdelan grafit v Columbusu v Ohiu, ki prikazuje državni nadzor nad telekomunikacijami. S pojavom programov, kot sta program Total Information Awareness program in ADVISE, tehnologije, kot so računalniki za nadzor visoke hitrosti in programska oprema za biometrijo, ter zakoni, kot je Zakon o komunikacijski pomoči za izvrševanje zakonodaje, imajo vlade zdaj priložnost brez primere za spremljanje dejavnosti svojih predmeti. [130] Številne skupine za državljanske pravice in zasebnost, kot sta Electronic Frontier Foundation in Ameriška zveza za državljanske svoboščine, so izrazile zaskrbljenost, da bomo z nenehnim povečevanjem vladnega nadzora državljanov končali v družbi za množični nadzor, ki je zelo omejena ali pa je sploh ni. politične in / ali osebne svoboščine. Strah, kakršen je ta, je privedel do številnih tožb, kot je Hepting proti AT&T. 
Nekateri kritiki trdijo, da je treba trditev privržencev spremeniti tako, da se glasi: "Dokler delamo, kar nam je naročeno, se nimamo česa bati." Na primer, oseba, ki je del politične skupine, ki nasprotuje politikam nacionalne vlade, morda ne bi želela, da vlada ve njihova imena in kaj bere, tako da vlada ne more zlahka spodkopati njihove organizacije, aretacije ali jih ubiti. Drugi kritiki trdijo, da čeprav oseba morda trenutno nima česa skrivati, lahko vlada kasneje izvaja politike, ki jim želi nasprotovati, in da je nasprotovanje morda nemogoče zaradi množičnega nadzora, ki vladi omogoča prepoznavanje in odstranjevanje političnih groženj. Poleg tega drugi kritiki opozarjajo na dejstvo, da ima večina ljudi stvari, ki jih je treba skriti. Če oseba na primer išče novo službo, morda ne bo želela, da to ve njen sedanji delodajalec. Tudi če delodajalec želi popolno zasebnost, da bdi nad svojim zaposlenim in varuje njegove finančne podatke, lahko postane nemogoče in morda ne bo želel najeti oseb pod nadzorom.
Poleg tega znatno tveganje zasebnega zbiranja podatkov izhaja iz dejstva, da je to tveganje preveč neznano, da bi ga bilo danes mogoče zlahka oceniti. Shranjevanje je dovolj poceni, da lahko podatke hranimo za vedno, in modelov, po katerih jih bomo analizirali čez desetletje, ni mogoče smiselno predvideti. 
Decembra 2017 je kitajska vlada nasprotovala razširjenemu nadzoru s kamerami, spletnimi kamerami in IP kamerami varnostnih podjetij, potem ko jih je IT-podjetje Qihoo desettisočim omogočilo za dostop do interneta.

#### Totalitarizem
Prometna kamera na vrhu droga nadzira cesto v kanadskem mestu Toronto
Programi, kot je program o popolni ozaveščenosti o informacijah, in zakoni, kot je Zakon o komunikacijski pomoči za izvrševanje zakonodaje, so mnoge skupine privedle do strahu, da se družba premika v stanje množičnega nadzora z močno omejenimi osebnimi, socialnimi in političnimi svoboščinami, kjer odsotni posamezniki skupine bodo strateško odstranjene v čistih, podobnih COINTELPRO. 
Kate Martin iz Centra za študije nacionalne varnosti je o uporabi vojaških vohunskih satelitov, ki se uporabljajo za spremljanje dejavnosti ameriških državljanov, dejala: "Opeko postavljajo opeko za policijsko državo." 
Nekateri opozarjajo na zamegljenost meja med javnimi in zasebnimi kraji, privatizacija krajev, ki se tradicionalno štejejo za javne (kot so nakupovalna središča in industrijski parki), pa ponazarja naraščajočo zakonitost zbiranja osebnih podatkov. Potovanje po mnogih javnih krajih, kot so vladne pisarne, za večino ljudi skorajda ni obvezno, vendar potrošniki nimajo druge izbire, kot da se podvržejo nadzornim praksam podjetij.Tehnike nadzora niso enake; med številnimi tehnologijami biometrične identifikacije na primer prepoznavanje obrazov zahteva najmanj sodelovanja. Za razliko od samodejnega branja prstnih odtisov, pri katerem mora posameznik pritisniti prst ob stroj, je ta tehnika prefinjena in ne zahteva skoraj nobenega soglasja.

#### Psihološki / socialni učinki
Nekateri kritiki, kot je Michel Foucault, verjamejo, da nadzor poleg svoje očitne funkcije prepoznavanja in zajemanja posameznikov, ki storijo nezaželena dejanja, deluje tudi tako, da v vseh ustvari občutek, da jih vedno opazujejo, tako da postanejo samoupravni. To državi omogoča nadzor nad prebivalstvom, ne da bi se bilo treba zateči k fizični sili, ki je draga in sicer problematična.
Z razvojem digitalne tehnologije se posamezniki čedalje bolj zaznavajo, saj nadzor postane virtualni. Spletni nadzor je uporaba interneta za opazovanje človekove dejavnosti. Korporacije, državljani in vlade sodelujejo pri sledenju vedenju drugih zaradi motivacije, ki izhaja iz poslovnih odnosov, radovednosti in zakonitosti. Mary Chayko v svoji knjigi Superconnected razlikuje med dvema vrstama nadzora: navpičnim in vodoravnim. Vertikalni nadzor se pojavi, kadar prevladuje sila, na primer vlada, ki poskuša nadzorovati ali uravnavati delovanje dane družbe. Tako močne oblasti svoje vdore pogosto opravičujejo kot sredstvo za zaščito družbe pred grožnjami z nasiljem ali terorizmom. Nekateri se sprašujejo, kdaj to postane kršitev državljanskih pravic. 
Horizontalno se razlikuje od vertikalnega nadzora, ko se sledenje preusmeri od verodostojnega vira k vsakdanji osebi, kot je prijatelj, sodelavec ali neznanec, ki ga zanimajo njegove vsakdanje dejavnosti. Posamezniki puščajo sledi informacij, ko so v spletu, ki razkrivajo njihove interese in želje, ki jih drugi opazijo. Čeprav lahko to ljudem omogoči medsebojno povezanost in razvijanje socialnih povezav v spletu, lahko pa tudi poveča potencialno tveganje za škodo, kot je spletno ustrahovanje ali cenzura / zalezovanje s strani neznancev, kar zmanjša zasebnost.
Poleg tega Simone Browne trdi, da ima nadzor neizmerno rasirajočo kakovost, tako da deluje kot "rasizacijski nadzor". Browne uporablja rasizacijski nadzor, da se sklicuje na trenutke, ko se nadzorni akti uporabljajo za ponovno določitev meja, meja in teles po rasni liniji in kadar je rezultat diskriminatorna obravnava tistih, ki so s takšnim nadzorom negativno rasni. Browne trdi, da se rasizira nadzor nad policijskim nadzorom nad tem, kar je "na mestu ali zunaj njega". 

#### Zasebnost
Številne skupine za državljanske pravice in skupine za zasebnost nadzorujejo kot kršitev pravice ljudi do zasebnosti. Med takšne skupine spadajo: Elektronski informacijski center o zasebnosti, Fundacija Electronic Frontier, Ameriška zveza za državljanske svoboščine in Privacy International.
Skupine ali posamezniki so nasprotovali nekaterim nadzornim dejavnostim, kot sta Hepting proti AT&T in EPIC proti ministrstvu za pravosodje.
Zakonodajni postopki, kakršni so bili med cerkvenim odborom, ki je preiskal domače obveščevalne programe, kot je COINTELPRO, so prav tako pretehtali prednosti in slabosti nadzora.

#### Sodne zadeve
People vs. Diaz (2011) je bil sodni postopek na področju zasebnosti mobilnih telefonov, čeprav je bila odločitev kasneje razveljavljena. V tem primeru je bil Gregory Diaz aretiran med piko na i zaradi poskusa prodaje ekstazija. Med njegovo aretacijo je policija preiskala Diazov telefon in našla bolj obremenilne dokaze, vključno s SMS-sporočili in fotografijami, ki prikazujejo nedovoljene dejavnosti. Med sojenjem je Diaz poskušal odstraniti podatke iz svojega mobilnega telefona iz dokazov, vendar so jih sodišča štela za zakonita, zato je bila Diazova pritožba zavrnjena na ravni kalifornijskega državnega sodišča in kasneje še na vrhovnem sodišču. Le tri leta zatem je bila ta odločitev razveljavljena v zadevi Riley proti Kaliforniji (2014).
Riley proti Kaliforniji (2014) je bil izredno pomemben primer vrhovnega sodišča, v katerem je bil moški aretiran zaradi vpletenosti v streljanje. Nekaj dni po streljanju je policija osumljenca (Riley) aretirala, med aretacijo pa ga je policija preiskala. Vendar to iskanje ni potekalo samo po Rileyjevi osebi, temveč je policija odprla in preiskala njegov mobilni telefon ter našla slike drugega orožja, mamil in Rileyja, ki kaže znake tolpe. Na sodišču se je postavilo vprašanje, ali je bilo iskanje telefona zakonito ali je bilo iskanje zaščiteno s 4. spremembo ustave. V odločitvi je bilo ugotovljeno, da je bilo iskanje Rileyjevega mobilnega telefona med aretacijo nezakonito in da je bilo zaščiteno s 4. spremembo. 

## Proti nadzor, inverzni nadzor, nadzor
Protinadzor je praksa izogibanja nadzoru ali oteževanja nadzora. Razvoj dogodkov v poznem dvajsetem stoletju je povzročil, da se je nadzorni nadzor močno povečal tako po obsegu kot po zapletenosti, kot so internet, vse večja razširjenost elektronskih varnostnih sistemov, visokogorski (in morda oboroženi) UAV ter velike poslovne in vladne računalniške baze podatkov. 
Inverzni nadzor je praksa odprave nadzora nad drugimi posamezniki ali skupinami (npr. Državljani, ki fotografirajo policijo). Znani primeri vključujejo posnetek Georgea Hollidaya o pretepu Rodneyja Kinga in organizacijo Copwatch, ki poskuša nadzorovati policiste, da bi preprečili policijsko brutalnost. Protinadzor se lahko uporablja tudi v aplikacijah za preprečevanje vohunjenja podjetij ali za sledenje drugim storilcem kaznivih dejanj. Uporablja se lahko tudi za odvračanje od metod zalezovanja, ki jih uporabljajo različni subjekti in organizacije.
Sousveillance je inverzni nadzor, ki vključuje snemanje s strani zasebnikov in ne vladnih ali pravnih oseb. 

## Popularna kultura

### V literaturi
- Roman Devetnajst oseminosemdeset Georgea Orwella prikazuje izmišljeno družbo totalitarnega nadzora z zelo preprostim (po današnjih merilih) sistemom množičnega nadzora, ki ga sestavljajo človeški operativci, obveščevalci in dvosmerni "teleskrani" v domovih ljudi. Zaradi vpliva te knjige se tehnologije množičnega nadzora pogosto imenujejo "orwellovske", če se štejejo za problematične.
- Novo nezaupanje poudarja negativne učinke prekomerne uporabe nadzora v Reflection House. Osrednji lik Kerryn namesti tajne kamere za spremljanje svojih sostanovalcev - glej tudi Paranoja.
- Knjiga The Handmaid's Tale, pa tudi film in TV serija, ki temelji na njej, prikazujeta totalitarno krščansko teokracijo, kjer so vsi državljani pod stalnim nadzorom.
- Lisbeth Salander v knjigi The Girl with the Dragon Tattoo uporablja računalnike za pridobivanje informacij o ljudeh in drugih običajnih metodah nadzora kot samostojna sodelavka.
- V za Vendetto, britanski grafični roman, ki ga je napisal Alan Moore
- Roman The Circle Davida Eggerja prikazuje svet, v katerem eno samo podjetje, imenovano "The Circle", proizvaja vse najnovejše in najkakovostnejše tehnologije od računalnikov in pametnih telefonov do nadzornih kamer, znanih kot "See-Change kamere". To podjetje se s politiko poveže, ko začne z gibanjem, pri katerem postanejo politiki "transparentni", tako da na telesu nosijo kamere See-Change, da preprečijo skrivanje javnosti o svojih vsakdanjih delovnih aktivnostih. V tej družbi postane obvezna izmenjava osebnih podatkov in izkušenj, ker je The Circle prepričan, da bi moral imeti vsakdo dostop do vseh informacij prosto. Vendar, kot ponazarja Eggers, to posameznike terja in ustvarja motnje v moči med vladami in zasebnimi podjetji. The Circle predstavlja ekstremne ideologije v zvezi z obveznim nadzorom. Eamon Bailey, eden izmed modrecev ali ustanoviteljev skupine The Circle, meni, da bi moralo imeti posedovanje orodij za dostop do informacij o čemer koli in o kom koli človekova pravica, ki jo imajo vsi državljani sveta. Z odpravo vseh skrivnosti se bo vsako vedenje, ki se mu je zdelo sramotno, bodisi normaliziralo bodisi ne bo več šokantno. Negativna dejanja bodo sčasoma v celoti izkoreninjena iz družbe s strahom pred izpostavljenostjo drugim državljanom. To bi deloma dosegli tako, da bi vsi postali transparentni, kar Bailey močno podpira, čeprav je opazno, da nihče od modrecev ni nikoli pregledni sami. Eden glavnih ciljev The Circle je, da se vse svetovne informacije filtrirajo skozi The Circle, postopek, ki ga imenujejo "Dokončanje". Nato bi eno samo zasebno podjetje imelo popoln dostop in nadzor nad vsemi informacijami in zasebnostjo posameznikov in vlad. Ty Gospodinov, prvi ustanovitelj The Circle, ima velike pomisleke glede dokončanja kroga. Opozarja, da bi ta korak dal Krogu preveč moči in nadzora ter hitro pripeljal do totalitarizma.

### V glasbi
- Pesem mrtvih Kennedysov "I Am The Owl" govori o vladnem nadzoru in socialnem inženiringu političnih skupin. 
- Pesem Dunaja Teng "Hymn of Acxiom" govori o zbiranju in nadzoru podjetij.

### Na zaslonu
- Film Gattaca prikazuje družbo, ki z biometričnim nadzorom razlikuje med ljudmi, ki so gensko spremenjeni "superiorni" ljudje in genetsko naravni "slabši" ljudje.
- V filmu Manjšinsko poročilo policija in vladne obveščevalne agencije uporabljajo mikro letala v operacijah SWAT in za namene nadzora.
- HBO-jeva kriminalistično-dramska serija Soprani redno prikazuje FBI-jev nadzor nad družino kriminalcev DiMeo. Zvočne naprave, ki jih uporabljajo, vključujejo "hrošče", nameščene na strateških lokacijah (npr. V "sanjam o Jeannie Cusamano" in "g. Ruggerio's Neighborhood") in skrite mikrofone, ki jih nosijo operativci (npr. V "Rat Pack") in informatorje (npr. , v "Funhouse", "Proshai, Livushka" in "Only Members"). Vizualne naprave vključujejo skrite kamere (npr. V "Pax Soprana") in video kamere (npr. V "Dolgoročno parkiranje").
- Film THX-1138 prikazuje družbo, v kateri se ljudje drogirajo s pomirjevali in antidepresivi, nadzorne kamere pa jih spremljajo kamor koli gredo.
- Film Življenje drugih prikazuje spremljanje vzhodnega Berlina s strani agentov Stasija, tajne policije NDR.
- Film Pogovor prikazuje številne metode avdio nadzora.
- Film V za Vendetto, distopični politični triler iz leta 2005, ki ga je režiral James McTeigue in so ga napisali Wachowskiji, govori o tem, kako britanska vlada skuša medijem oprati možgane, pridobiti njihovo podporo s strahospoštovanjem, jih nadzorovati z napravami za množični nadzor in zatreti ali ubiti kakršno koli politično politiko. ali družbeni ugovor.
- Film Državni sovražnik iz leta 1998, ameriški akcijski triler, ki ga je režiral Tony Scott, govori o uporabi podatkov ameriških državljanov za iskanje njihovega ozadja in nadzornih napravah, da bi zajeli vse, ki so prepoznani kot "sovražniki".
- Britanska TV-serija The Capture raziskuje možnosti za manipulacijo z videonadzorom, da bi podprla obsodbo glede političnega programa.

## Poglej tudi
- Masovni nadzor v ZDA
- Nadzorna umetnost
- Nadzorni kapitalizem
- Nadzor nadzornega sistema
- Sodelovalni nadzor

### Splošne informacije
- "Posebna številka o nadzorniškem kapitalizmu - devet člankov, ki analizirajo finančne, socialne, politične, pravne, zgodovinske, varnostne in druge vidike ameriških in mednarodnih programov nadzora in vohunjenja ter njihov odnos do kapitalizma." Mesečni pregled. 2014. (Letnik 66, številka 3, julij – avgust)
- ACLU, "Nadzorno-industrijski kompleks: Kako ameriška vlada pripisuje podjetja in posameznike pri gradnji nadzorne družbe"
- Balkin, Jack M. (2008). "Ustava v državni nadzorni državi", pravna šola Yale
- Bibo, Didier in Delmas-Marty, "Država in nadzor: strah in nadzor"
- Viri zasebnosti EFF
Viri zasebnosti EPIC
- ICO. (September 2006). "Poročilo o družbi za nadzor za informacijskega pooblaščenca mreže za nadzorne študije".
- Informacijski center o zasebnosti
- "Datoteke NSA (na ducate člankov o ameriški agenciji za nacionalno varnost in njenih vohunskih in nadzornih programih)". Skrbnik. London. 8. junij 2013.
- Blunden, Bill (april 2015). Masovni nadzor vodi zasebni sektor v programu CounterPunch

### Zgodovinske informacije
- COINTELPRO - protiobveščevalni programi FBI, namenjeni nevtralizaciji političnih disidentov
- Reverziranje šepetajoče galerije Dionizija - kratka zgodovina elektronskega nadzora v ZDA

### Pravni viri
- Pravni primeri EFF
- Vodnik po zakoniti zakonodaji o prestrezanju po vsem svetu